# Norderåa
Norderåa (också kallat Nørderåa lokalt) är en flod i Elverums kommun i Innlandet. Älven är 4,6 km lång och är en sideflod till Glomma som rinner ur Rudstjennet sydväst i kommunen. Mynningen till floden ligger i Heradsbygda.

## Etymologi
Namnet kommer antagligen av den nordiska guden Njord, inte av väderstrecket norr.